# Bernhard Ernst von Bülow
Bernhard Ernst von Bülow, eigentlich Bernhard von Bülow (* 2. August 1815 in Cismar (Holstein); † 20. Oktober 1879 in Frankfurt am Main) war ein dänischer und deutscher Diplomat und Staatssekretär im Auswärtigen Amt des Deutschen Kaiserreichs.

## Studium und diplomatische Laufbahn

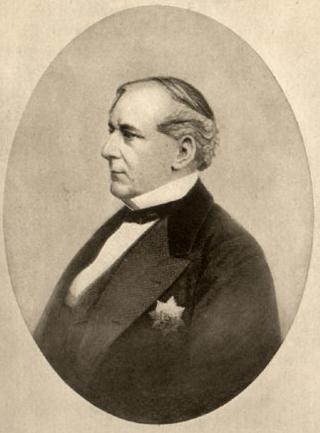
Bernhard (Ernst) von Bülow

Bernhard (Ernst) von Bülow absolvierte ein Studium der Rechtswissenschaften an der Universität zu Berlin, an der Georg-August-Universität Göttingen sowie der Christian-Albrechts-Universität zu Kiel. In Göttingen wurde er 1833 Mitglied des Corps Vandalia. Nach Abschluss des Studiums trat er 1839 als Assessor in den Dienst der holsteinischen Regierung. Kurz darauf wechselte er als Legationsrat bis 1848 in den dänischen Staatsdienst.
1851 wurde er Gesandter des Königs von Dänemark in seiner Eigenschaft als Herzog von Holstein und Lauenburg beim Bundestag in Frankfurt am Main. 1862 wurde er Staatsminister des (Teil-)Großherzogtums Mecklenburg-Strelitz in Neustrelitz, wo er seit 1864 zugleich Ordenskanzler war. Er nahm an den Verhandlungen zur Gründung des Norddeutschen Bundes teil, dem beide mecklenburgische Teilstaaten 1867 beitraten.
Dadurch wurde Bülow Bevollmächtigter beim Bundesrat des Norddeutschen Bundes. 1868 wechselte er in den preußischen Staatsdienst und wurde zugleich Gesandter in Preußen.

## Staatssekretär des Auswärtigen Amtes

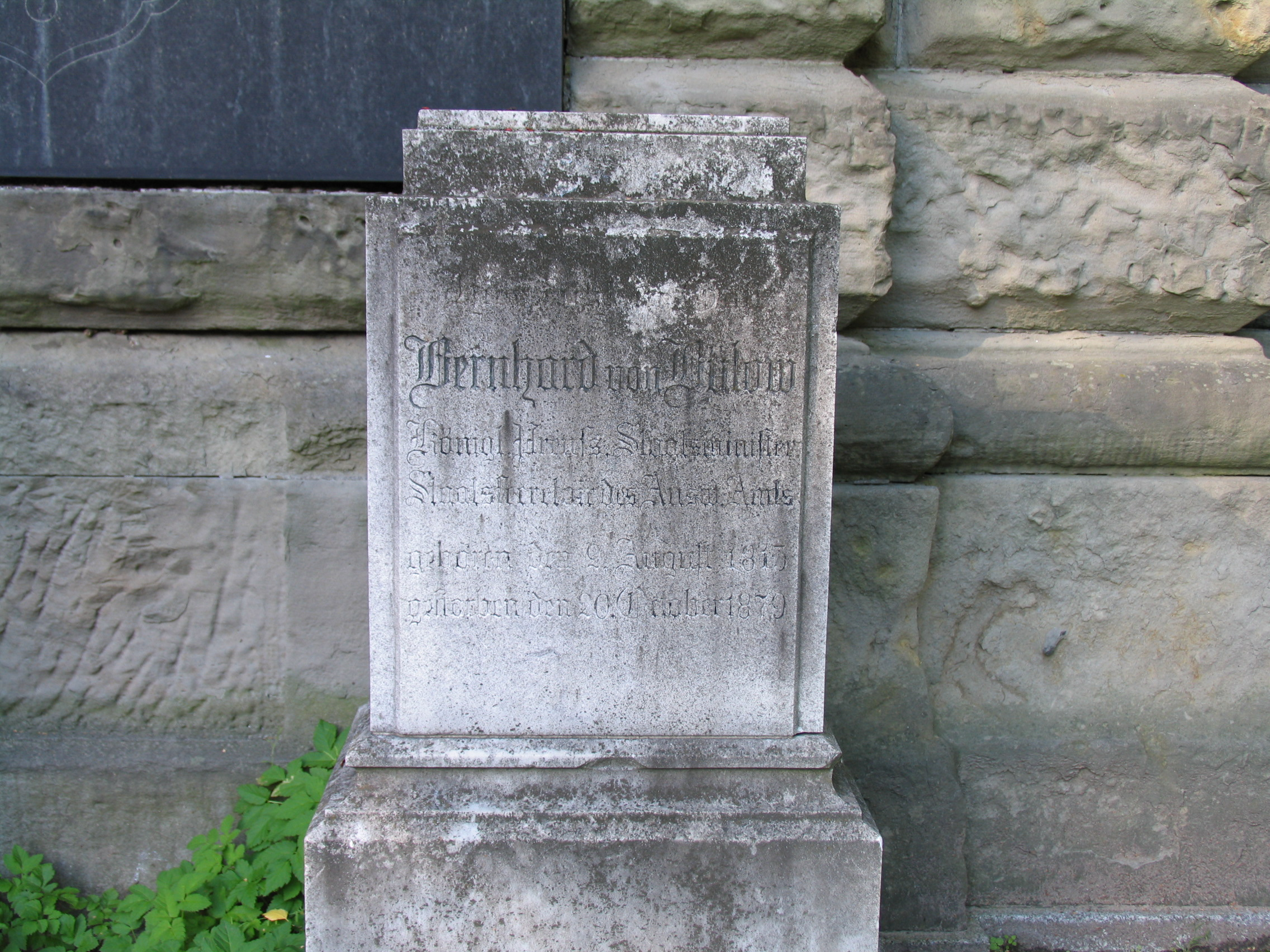
Grabstelle auf dem Alten Zwölf-Apostel-Kirchhof in Berlin-Schöneberg

Am 9. Oktober 1873 wurde er auf Wunsch des Reichskanzlers Otto von Bismarck als Nachfolger von Hermann Ludwig von Balan zunächst Staatssekretär im Auswärtigen Amt im Rang eines preußischen Staatsministers. 1876 wurde er Staatssekretär des Auswärtigen Amtes. Die tatsächliche Gestaltung der Außenpolitik oblag jedoch weitgehend dem Reichskanzler. Von Juni bis Juli 1878 nahm er neben Bismarck und dem damaligen Botschafter in Paris und späteren Reichskanzler Chlodwig zu Hohenlohe-Schillingsfürst am Berliner Kongress teil.
1879 wollte er einen längeren Erholungsurlaub antreten, verstarb jedoch am 20. Oktober des Jahres im Alter von 64 Jahren an den Folgen eines Schlaganfalls in Frankfurt am Main. Seine letzte Ruhestätte ist das Erbbegräbnis der Familie Bülow auf dem Alten Zwölf-Apostel-Kirchhof in Berlin-Schöneberg.

## Familie
Bernhard Ernst von Bülow entstammte dem mecklenburgischen Uradelsgeschlecht derer von Bülow und wurde als Sohn des dänischen Amtmanns im Amt Cismar Adolf von Bülow und Neffe des preußischen Außenministers Heinrich von Bülow geboren. Seine Mutter war eine geborene Gräfin Susanna Augusta Klara Adelheid Baudissin (* 25. September 1790 in Kopenhagen; † 26. September 1874 in Plön), Tochter des dänischen Generalleutnants und Gouverneurs von Kopenhagen Graf Carl Ludwig von Baudissin auf Rantzau und Lammershagen (1756–1814). Sie heiratete 1823 in zweiter Ehe Hans Adolf von Warnstedt († 1853), Forst- und Jägermeister des Herzogtums Holstein.
Bernhard Ernst von Bülow heiratete am 30. April 1848 Louise Rücker (* 18. Oktober 1821; † 29. Januar 1894), die Schwester des Hamburger Senators Alfred Rücker und Enkelin des Senators Martin Johann Jenisch. Das Paar hatte acht Kinder:
- Bernhard (1849–1929), Staatssekretär des Auswärtigen Amtes und vierter Reichskanzler des Deutschen Kaiserreichs ⚭ Maria Beccadelli di Bologna, marchesa di Altavilla
- Adolf (Wilhelm Ernst) (1850–1897), preußischer Generalmajor und persönlicher Adjutant Kaiser Wilhelms II.

⚭  1. Juli 1884 Gräfin Karola Vitzthum von Eckstädt (1864–1886)
⚭ 14. Mai 1891 Gräfin Maria Elisabeth Ursula von der Schulenburg (* 2. April 1868; † 6. Juli 1946)
- Alfred (Victor Otto Viktor Ernst) (* 7. August 1851; † 26. Juni 1916), preußischer Diplomat ⚭ Marie von Dillen-Spiering (* 20. Juli 1859; † 28. Juni 1934) und Ur-Enkelin von Carl Ludwig Emanuel von Dillen
- Waldemar (1852–1854)
- Christian (* 17. Oktober 1855; † 23. September 1927) ⚭ Izabel Rücker (* 1. Juni 1868)
- Bertha (* 2. Mai 1858; † 25. Januar 1870)
- Karl-Ulrich (Stephan Wilhelm) (1862–1914), Generalmajor
- Friedrich (* 20. Juli 1865; † 11. Januar 1936) ⚭ Julia Sommer (* 29. September 1869)